# 田中里実
田中 里実（たなか さとみ、1983年10月26日-）は、茨城放送（IBS）の元アナウンサー。栃木県さくら市出身。

## 来歴・人物
- 成蹊大学法学部を卒業後、とちぎテレビや栃木放送（CRT）でフリーアナウンサー・リポーターとして活動。CRTのラジオカー中継では訪問先の風景を即興でスケッチし、リスナーにプレゼントしていた。

2010年7月、茨城放送にアナウンサーとして入社する。2015年3月を以って茨城放送を退社した。
- 猫が好きらしく、栃木放送で活動していた頃は、同局のサイト内で「田中里実の猫家」というブログを運営していた。（現在ブログは閉鎖、書籍化して本人が所持している）
- 本人曰く「貧乳」である。（2013年04月11日放送「ナイタージョッキー」より）
- 本人曰く飛行機好きである。羽田空港で安倍晋三首相（当時）に遭遇し、「大学の後輩です。」と声をかけたところ、安倍氏から「日本の未来を良くするために共に頑張りましょう。」と返されたと言う。

## 過去の担当番組
- サタスタ9　パーソナリティー
- HAPPYパンチ!（水曜アシスタント）
- お誕生日おめでとう
- 垣花正と那須恵理子 あなたとハッピー!『元気です!いばらき』茨城キャスター（ニッポン放送、金曜日）
- あさカツ!
- たかとりじゅんのビタミンJ!（月・火曜アシスタント）
- 夕刊ほっと（水・木曜アシスタント）

## 関係単語
- 貧乳
- 茨城放送
- サタスタ9
- 茨城県
- 栃木県
- とちぎ美少女図鑑
- たかとりじゅん
- フリーアナウンサー